# 林伍德鎮區 (明尼蘇達州安諾卡縣)
林伍德鎮區（英語：Linwood Township）是位於美國明尼蘇達州安諾卡縣的一個行政鎮區。

## 地方資料
林伍德鎮區的面積為93.00平方千米，當中陸地面積為86.10平方千米，而水域面積為6.90平方千米。根據2020年美國人口普查的數據，當地共有人口5334人，而人口密度為每平方千米57.35人。